# Centromadia
Centromadia es un género de plantas con flores de la familia  Asteraceae.  Comprende 8 especies descritas y de estas, solo 3  aceptadas.

## Taxonomía
El género fue descrito por Edward Lee Greene y publicado en Manual of the Botany of the Region of San Francisco Bay 196–197. 1894.
Etimología
Centromadia: nombre genérico que proviene del latín centron = "espina", y el nombre genérico Madia.

## Especies
A continuación se brinda un listado de las especies del género Centromadia aceptadas hasta julio de 2012, ordenadas alfabéticamente. Para cada una se indica el nombre binomial seguido del autor, abreviado según las convenciones y usos.
- Centromadia fitchii (A.Gray) Greene
- Centromadia parryi (Greene) Greene
- Centromadia pungens (Hook. & Arn.) Greene